# Glyphodes multilinealis
Glyphodes multilinealis  là một loài bướm đêm trong họ Crambidae.